# Hästholmen (vid Torsö, Raseborg)
Hästholmen är en ö i Finland. Den ligger i Finska viken och i kommunen Raseborg i den ekonomiska regionen  Raseborg i landskapet Nyland, i den södra delen av landet. Ön ligger omkring 82 kilometer väster om Helsingfors.
Öns area är 4,9 hektar och dess största längd är 360 meter i nord-sydlig riktning.